# Hantzbahn
| Brigadelok bei km 1,2 der Hantzbahn mit Blick auf den Katzenstein (Chatte Pendue) |                     |                                      |                |
| Ehemaliger Streckenverlauf auf einer modernen Karte Streckenprofil im Längsschnitt |                     |                                      |                |
| Streckenlänge: | 25,7 km             |                                      |                |
| Spurweite: | 600 mm (Schmalspur) |                                      |                |
| |                     |                                      |                |
| \| \| km[3] \| \| m.ü.M.[3] \| \| \| 0,0 \| Heiligblasien Saint-Blaise-la-Roche \| 445 \| \| \| 3,3 \| Zollhaus \| 552 \| \| \| 6,4 \| Hantz \| 655 \| \| \| 8,5 \| Spanische Wand \| Spanische Wand \| \| \| 10,0 \| St. Ludwig St. Louis \| 770 \| \| \| 15,7 \| Wildpark/Les Broques Col des Braques \| 790 \| \| \| 18,2 \| Spitzkehre 1. \| Spitzkehre 1. \| \| \| 20,5 \| Spitzkehre 2. \| Spitzkehre 2. \| \| \| 24,1 \| Grenzhorn Brafosse \| 467 \| \| \| 25,7 \| Jägersteig Bestru \| 440 \| |                     |                                      |                |
| | km                  |                                      | m.ü.M.         |
| Kopfbahnhof Streckenanfang (Strecke außer Betrieb) | 0,0                 | Heiligblasien Saint-Blaise-la-Roche  | 445            |
| Bahnhof (Strecke außer Betrieb) | 3,3                 | Zollhaus                             | 552            |
| Kopfbahnhof Streckenanfang und quer (Strecke außer Betrieb) · Abzweig nach rechts und von rechts (Strecke außer Betrieb) | 6,4                 | Hantz                                | 655            |
| Bahnhof (Strecke außer Betrieb) | 8,5                 | Spanische Wand                       | Spanische Wand |
| Bahnhof (Strecke außer Betrieb) | 10,0                | St. Ludwig St. Louis                 | 770            |
| Bahnhof (Strecke außer Betrieb) | 15,7                | Wildpark/Les Broques Col des Braques | 790            |
| Abzweig quer, nach links und von rechts (Strecke außer Betrieb) | 18,2                | Spitzkehre 1.                        | Spitzkehre 1.  |
| Abzweig quer, nach links und von rechts (Strecke außer Betrieb) | 20,5                | Spitzkehre 2.                        | Spitzkehre 2.  |
| Bahnhof (Strecke außer Betrieb) | 24,1                | Grenzhorn Brafosse                   | 467            |
| Kopfbahnhof Streckenende (Strecke außer Betrieb) | 25,7                | Jägersteig Bestru                    | 440            |

Die Hantzbahn war eine während des Ersten Weltkriegs vom Deutschen Heer über den 637 m hohen Hantz-Pass in den Vogesen verlegte Feldbahn.

## Bau und Streckenverlauf
Die Hantzbahn wurde 1916 während des Ersten Weltkriegs vom deutschen Militär, russischen Kriegsgefangenen und ortsansässigen Zivilisten als militärische Feldbahn mit einer Spurweite von 600 mm aus in Deutschland vorgefertigten Gleisjochen von 5 Metern Länge gebaut. Auf 25,7 km Länge verband sie Saint-Blaise-la-Roche (damals Heiligblasien) im Elsass mit einem Gebiet entlang der Frontlinie bei Ban-de-Sapt, um Waffen, Munition und Nachschub zur Front und in der Gegenrichtung verwundete Soldaten in die Lazarette zu transportieren. Dabei überwand die Bahn einen Höhenunterschied von 350 m, wobei der höchste Punkt mit 798 m beim Col des Braques etwa 2 km westlich von Saales erreicht wurde. Endpunkt der Strecke war in Bestru, einem Ortsteil von Provenchères-sur-Fave im Département Vosges.

## Betrieb

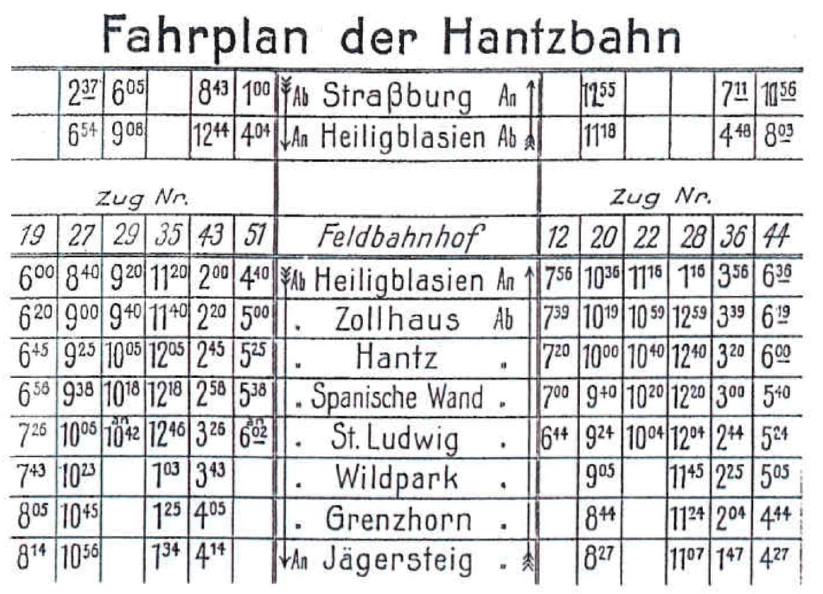
Fahrplan

Die Strecke wurde im Juli 1916 in Betrieb genommen. Der Betrieb war fahrplanmäßig organisiert mit genauen Dienstanweisungen hinsichtlich der Art der Lokomotiven, der Anzahl der Wagen, der Geschwindigkeiten und der Tonnagen für die jeweiligen Streckenabschnitte. Insgesamt wurden 176 Personen für den reibungslosen Betrieb der sechs Dampflokomotiven und vier Benzollokomotiven sowie für die Instandhaltung der Schienenfahrzeuge und Gleise eingesetzt. Es gab auf der eingleisigen Strecke acht Bahnhöfe, an denen zweigleisige Ausweichstellen das Kreuzen oder Überholen von Zügen ermöglichten.

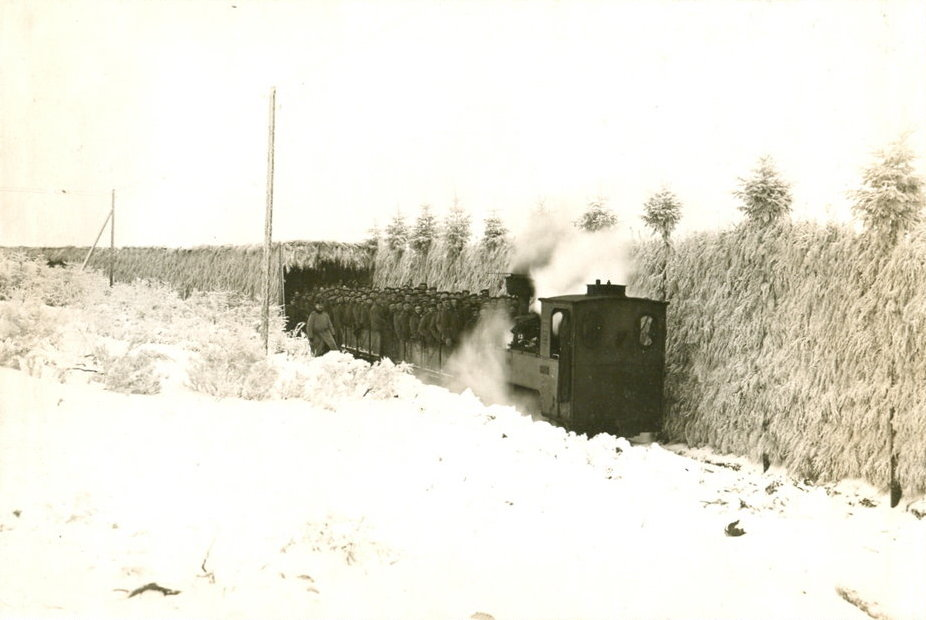
Tunnelförmige Blende zwischen Bhf. Spanische Wand und Bhf. St. Louis

In der Nähe der Frontlinie boten die leistungsschwächeren Benzollokomotiven gegenüber den dampfenden und rauchenden, vierachsigen Brigadelokomotiven den Vorteil, dass sie von der feindlichen Artillerie schlechter zu erkennen waren. Zur besseren Tarnung in dem waldlosen Gebiet wurden auch Tarnungstunnel installiert, die dem Bahnhof „Spanische Wand“ seinen Namen gaben.

## Verbliebene Reste
In der Nachkriegszeit wurden die Gleise abgebaut und verschrottet. Das alte Zollhaus an der Straße zum Col du Hantz, die ehemalige Grenzstation auf der Passhöhe und das Chateau des St Louis an der D61 sind noch erhalten.